# William Mitchinson Hicks
William Mitchinson Hicks FRS (Launceston (Cornualha), 23 de setembro de 1850 — Crowhurst, East Sussex, 17 de agosto de 1934) foi um matemático e físico britânico. Estudou no St John's College, Cambridge, se formou em 1873 e tornou-se um fellow no College.
De 1883 a 1892, foi professor de Física e Matemática em Sheffield e foi professor de Física lá de 1892 a 1917. Foi eleito membro da Royal Society em 1885. Ele recebeu a Medalha Real da Royal Society em 1912: "Com base em suas pesquisas em física matemática". Em 1921, Hicks ganhou o Prêmio Adams.